# Cyclops (computador)
O Cyclops (pronuncia-se: Sai-Cló-Pis) é um sistema de computador co-inventado pelo inventor britânico Bill Carlton e Margaret Parnis uma inglesa de Malta Na qual é usado pela ATP e WTA associações profissionais do tênis como um Juiz eletrônico de linha para ajudar determinar se um serviço foi dentro ou fora. 
O Cyclops foi introduzido em Wimbledon em 1980 e no U.S. Open em 1981, e partir disso popularizou. Em 2007, ele foi removido da quadra central de Wimbledon para testar o Hawk-Eye que foi introduzido no U.S. Open em 2006. Atualmente o Cyclops não está sendo usado em todos os torneios do circuito.
Um famosos momento envolvendo o Cyclops ocorreu em Wimbledon em 1980 quando Ilie Năstase abaixou a mão e ficou ajoelhado discutido com o equipamento, argumentando um sinal de bola fora.